# 機械じかけの小児病棟
『機械じかけの小児病棟』（Frágiles）は、2005年のスペインのホラー映画。監督は『ネイムレス 無名恐怖』、『ダークネス』、後の大ヒットシリーズ『REC/レック』のジャウマ・バラゲロ。主演はテレビドラマ『アリー my Love』で主役アリーを演じたキャリスタ・フロックハート。

## ストーリー
イギリスのワイト島にあるマーシー・フォールズ小児病院は100年近い歴史を持っていたものの、老朽化のため閉鎖が決まり、移送が進められていた。ところが、大規模な鉄道事故がおこったため、移送の中断を余儀なくされていた。同じころ、この病院に勤務していたスーザンという看護士がいきなり辞職し、臨時の夜間看護師としてエイミー（キャリスタ・フロックハート）が後任としてやってくる。
来て早々、小児患者たちが毎晩何かにおびえることに疑問をいだき、病院の2階から大きな音がするのを耳にする。
1959年以降は2階の立ち入りが禁じられていたものの、彼女は患者の一人とエレベーターに乗り込み、閉じ込められたことから、この病院の秘密の存在を確信する。
やがて、彼女はシャーロットという全身に矯正器具をつけた女の亡霊が出るという噂を知るも、前任者のスーザンや病院の事情を話してくれた人物が死亡する。
そして、エイミーはベテランの看護師から、シャーロットがかつてこの病院に勤務していた看護師だったことを知る。1959年、シャーロットは担当患者であるマンディを退院させまいと故意に骨折させることを繰り返していたことが露見し逮捕されてしまう。その後、有罪となったシャーロットはマンディを殺害した後、矯正器具を装着して飛び降り自殺をし、幽霊となった後も他の患者たちの転院を妨害していたことが怪事件の真相だった。
それを知ったエイミーはシャーロットに立ち向かうことを決意するが、当の本人は病院の建物を破壊する形で幕引きを図ろうとしていた。

## キャスト
| 役名       | 俳優                       | 日本語吹替 |
| ---------- | -------------------------- | ---------- |
| エイミー   | キャリスタ・フロックハート | 日野由利加 |
| ロバート   | リチャード・ロクスバーグ   | 津田英三   |
| ヘレン     | エレナ・アナヤ             | 岡本麻弥   |
| フォルダー | ジェマ・ジョーンズ         | 沢田敏子   |
| マギー     | ヤスミン・マーフィ         | 金田朋子   |
| ロイ       | コリン・マクファーレン     |            |